# La Florida (Sevilla)
La Florida es un barrio de Sevilla (España), perteneciente al distrito Nervión, del cual conforma su zona más occidental. Situada extramuros, La Florida limita al oeste con la Ronda Histórica que la separa del Casco Antiguo (concretamente del barrio de San Bartolomé); al norte limita con los barrios de San Roque y La Calzada; al este, con el barrio Huerta del Pilar; y al sur, con los barrios de La Buhaira y San Bernardo. Su nombre proviene de la Quinta de la Florida, unos baños públicos de carácter burgués existentes en el área antes de que se comenzara a urbanizar, entorno a 1880. También dio nombre a la Calle de La Florida, una de las vías públicas más importantes del barrio. 
Desde la época andalusí, las tierras en las que actualmente se asienta el barrio de La Florida estaban ocupadas por el arrabal de Benialofar, cuyos restos arqueológicos se encontraron por sorpresa en 2009.